# Серр, Анри
Анри Серр (фр. Henri Serre, 26 февраля 1931, Сет, Эро — 9 октября 2023[…], Сен-Жан-дю-Брюэль, Аверон) — французский актёр, запомнившийся большинству зрителей по роли Джима в кинофильме «Жюль и Джим». Известен также по кинолентам «Блуждающий огонёк», «Специальное отделение» и «Мистер Фрост».

## Биография
Анри Серр родился 26 февраля 1931 года. После получения образования работал в дуэте в одном из французских кабаре. И неизвестно, как сложилась бы его творческая судьба, если бы его не приметил режиссёр Франсуа Трюффо и не пригласил на одну из главных ролей в фильме «Жюль и Джим». Серр объясняет зрителю через своего героя невозможность сохранения многолетней мужской дружбы при преодолении жизненных преград. Тогда человек показывает свою слабость и гибнет под их тяжестью. Это и происходит в финале с персонажем, которого играет Анри Серр. Критики признали образ, созданный актёром, лучшей работой в кино за последние тридцать лет его творческой биографии. Он снимался у разных режиссёров, но такого успеха, как у Трюффо, в его биографии больше не наблюдалось. Впереди его будут ожидать замечательные роли и неплохие гонорары. Будут фильмы, принесшие актёру популярность. К таким фильмам можно отнести киноленту «Блуждающий огонёк». Как и все кинокартины Луи Маля, фильм великолепен. Серру в нём досталась небольшая роль. Но и в нём он смог показать всю изнанку своего героя и запомниться зрителям. Актёрское перевоплощение и требования режиссёра только усиливали интерес к начинающей звезде экрана. К нему одно за другим начали поступать предложения. Картина за картиной, режиссёр за режиссёром. Он был незаметен в них. И только в «Специальном отделении» его вновь увидел французский критик, и артист вновь ощутил к себе интерес зрительской аудитории. Работу в кино Анри Серр совмещал с работой в эпистолярном жанре. Из-под его пера ляжет на режиссёрский стол сценарий к фильму «Эти странные полицейские, впрочем пришедшие». После фильма «Смертельно опасный мистер Фрост» он заканчивает так и не увидевшую пика популярности актёрскую карьеру, лишь изредка появляясь в хроникальном кинематографе.

## Работы в кино
- 1961 — Жюль и Джим — Джим
- 1962 — Поединок на острове — Поль
- 1962 — Веронский процесс  — Эмилио Пуччи
- 1963 — Блуждающий огонёк  — Фредерик
- 1963 — Гонконг, прощай  — мужчина
- 1966 — На прицеле у смерти  — Джон Уилсон
- 1966 — Фантомас против Скотланд-Ярда  — Андре Бертье
- 1971 — Роман конокрада  — Мендель
- 1974 — Частный клуб для опытных пар  — Патрик
- 1974 — Родители  — дядя Ронни
- 1975 — Специальное отделение  — префект
- 1975 — Том и Жюли — Жорж
- 1978 — Гибель мадам Леман — Массонье
- 1979 — Улица долгого ожидания — Жером
- 1980 — Хозяйский глаз — Жак де Брабан
- 1985 — Шёлковая туфля — первый король
- 1986 — Мой случай — голос за кадром
- 1987 — Устав от войны — отец Монтрикар
- 1989 — Французская революция — маркиз де Лоне
- 1990 — Мистер Фрост  — Андре Ковач
- 1990 — Я, генерал де Голль  — Шарль де Голль